# 重裝步兵
重裝步兵是相對於中型、或輕裝步兵而言，裝備重型盔甲和武器的地面部隊。重裝步兵在裝備上也比輕裝步兵的裝備齊全，在古代戰場也因為裝備較重，其機動性較輕裝步兵差，但攻擊力也較高。
重裝步兵在許多古代國家陸軍的扮演重要角色，通常在步兵戰中左右戰役勝負。其中，希臘重裝步兵和羅馬軍團兵是西方較為知名的重裝步兵之一。

## 參照
- 步兵
  - 散兵
  - 重裝步兵-輕裝步兵 - 线列步兵 - 摩托化步兵 - 機械化步兵
  - 空中突擊 - 空降部隊